# Дигитална електроника
. 
Дигитална електроника је део електронике у коме се уместо аналогних сигнала користе дигитални сигнали. Дигитална електроника се најчешће представља Буловом алгебром и основа је за сва дигитална кола рачунара, мобилних телефона и бројних других уређаја.
Најчешћа „фундаментална јединица“ дигиталне електронике је логичка капија. Комбиновањем бројних логичких капија (од 10 до стотина хиљада) се могу створити сложенији системи. Сложени систем дигиталне електронике се обично назива дигитално коло.